# Гейнсвилл (Джорджия)
Гейнсвилл (англ. Gainesville) — город в США, в штате Джорджия, административный центр округа Холл.

## География и климат
Город расположен в северо-восточной части штата Джорджия, в предгорьях Голубого хребта, на берегу крупного водохранилища Ланьер. Водохранилище было создано в 1956 году в результате строительства плотины на реке Чаттахучи, близ города Бьюфорд. Водохранилище Ланьер является популярным местом отдыха для жителей северной Джорджии. В районе Гейнсвилла имеется много лесов, как лиственных, так и хвойных. По данным Бюро переписи населения США площадь города составляет 75,4 км², из них примерно 5,2 км² (7 %) занимают открытые водные поверхности.
По классификации Кёппена климат города характеризуется как субтропический океанический климат (Cfa). Довольно тепло, средние месячные температуры изменяются от 5,2 °C — в январе до 25,2 °C — в июле. Средняя годовая температура составляет 15,4 °C. Осадки распределены в течение года достаточно равномерно, самый дождливый месяц — март (148 мм), а самый засушливый — октябрь (87 мм). Годовая норма осадков — около 1356 мм.
6 апреля 1936 года около 8:30 утра на город обрушился мощный торнадо. Стихия унесла жизни более 200 человек. Ущерб от стихии оценивается в 13 миллионов долларов.

## Население
По данным переписи 2010 года население Гейнсвилла составляет 33 804 человека, что делает его 22-м по величине городом штата. Плотность населения — около 173 чел/км². Расовый состав: белые (54,2 %); афроамериканцы (15,2 %); коренные американцы (0,6 %); азиаты (3,2 %); жители островов Тихого океана (0,2 %); представители других рас (23,4 %) и представители двух и более рас (3,2 %). Латиноамериканцы всех рас составляют 41,6 % населения.
33,9 % населения города — лица в возрасте младше 18 лет; 9,5 % — от 18 до 24 лет; 29,2 % — от 25 до 44 лет; 16,7 % — от 45 до 64 лет и 10,5 % — 65 лет и старше. Средний возраст населения — 29,5 лет. На каждые 100 женщин приходится 91,6 мужчин. На каждые 100 женщин в возрасте старше 18 лет — 84,4 мужчин.
Средний доход на домохозяйство — $38 119; средний доход на семью — $43 734. Средний доход на душу населения — $19 439. Примерно 24,6 % семей и 29,1 % населения проживали за чертой бедности.
Динамика численности населения города по годам:
| 1940   | 1950   | 1960   | 1970   | 1980   | 1990   | 2000   | 2010   |
| ------ | ------ | ------ | ------ | ------ | ------ | ------ | ------ |
| 10 243 | 11 936 | 16 523 | 15 459 | 15 280 | 17 885 | 25 578 | 33 804 |

## Транспорт
Имеется железнодорожное сообщение с крупными городами страны. Вблизи города расположен небольшой аэропорт (Lee Gilmer Memorial Airport) с двумя ВПП.

## Известные уроженцы
- Сон Кан — американский актёр корейского происхождения
- Эй Джей Стайлз — американский профессиональный рестлер

## Города-побратимы
- Эгер, Венгрия